# With You-th
With You-th (estilizado como With YOU-th) es el decimotercer EP del grupo femenino surcoreano Twice. Fue lanzado el 23 de febrero de 2024 por JYP Entertainment y distribuido por Dreamus. El EP contiene seis pistas, incluido el sencillo principal titulado «One Spark» y el sencillo de prelanzamiento «I Got You», que fue publicado el 2 de febrero de 2024.

## Antecedentes y lanzamiento
El 5 de diciembre de 2023, las cuentas oficiales de Twice publicaron un póster anunciando futuras actividades del grupo para el año 2024, con la frase «Our youth is here and now. Once more, our splendid moments are about to unveil», sin confirmar ningún contenido en particular. Diez días más tarde, se anunció además la próxima publicación de un sencillo de prelanzamiento titulado «I Got You», para ser lanzado el 2 de febrero de 2024.
El 3 de enero de 2024 se lanzó oficialmente el vídeo With You-th Mood Film, anunciando así el título del decimotercer miniálbum del grupo, para ser lanzado el 23 de febrero de 2024.

## Rendimiento comercial
El EP llegó a lo más alto de la lista estadounidense Billboard 200 durante su primera semana, convirtiéndose en el primer álbum del grupo en alcanzar el puesto n.º 1 de ventas en los Estados Unidos.

## Lista de canciones
| Lista de canciones de With You-th |              |                                                                |                                                                |                            |          |  |
| N.º                               | Título       | Letras                                                         | Música                                                         | Arreglo                    | Duración |  |
| 1.                                | «I Got You»  | Jonah Marais Daniel Seavey David Wilson Jake Torrey Lexxi Saal | Jonah Marais Daniel Seavey David Wilson Jake Torrey Lexxi Saal | Daily                      | 2:53     |  |
| 2.                                | «One Spark»  | Sim Eunjee Melanie Fontana                                     | Kyler Niko Earattack Paulina "Pau" Cerrilla Lee Woo-hyun       | Earattack Lee Woo-hyun     | 3:03     |  |
| 3.                                | «Rush»       | Chaeyoung                                                      | Mich Hansen Chris Burton Carl Wallevik                         | Cutfather Carl Altino      | 2:36     |  |
| 4.                                | «New New»    | Lee Seu-ran                                                    | Lee Woo-min "Collapsedone" Paulina "Pau" Cerrilla Kyler Niko   | Lee Woo-min "Collapsedone" | 3:02     |  |
| 5.                                | «Bloom»      | Jeongyeon                                                      | Melanie Fontana Earattack Lindgren GG Ramirez Lee Woo-hyun     | Lindgren Lee Woo-hyun      | 3:23     |  |
| 6.                                | «You Get Me» | Dahyun                                                         | Brooke Tomlinson Sofia Kay Jeoff Harris                        | Jeoff Harris               | 2:33     |  |
| 17:31                             |              |                                                                |                                                                |                            |          |  |

## Posicionamiento en listas
| Lista (2024)                      | Mejor posición |
| --------------------------------- | -------------- |
| Corea del Sur (Circle)            | 2              |
| Estados Unidos (Billboard 200)    | 1              |
| Nueva Zelanda (Recorded Music NZ) | 32             |

## Historial de lanzamiento
| País           | Fecha                 | Formato                       | Discográfica              |
| -------------- | --------------------- | ----------------------------- | ------------------------- |
| Corea del Sur  | 23 de febrero de 2024 | CD descarga digital streaming | JYP Entertainment Dreamus |
| Estados Unidos | 23 de febrero de 2024 | Vinilo                        | JYP Entertainment Dreamus |